# Wizardry (anime)
Pour l’article homonyme, voir Wizardry.
 Wizardry (ウィザードリィ) est un anime japonais sorti entre 1991 sous forme OAV. Il s’agit d’une adaptation de la série de jeux vidéo éponyme, Wizardry.

## Synopsis
L’histoire est basée sur le synopsis du premier jeu Wizardy, Wizardry: Proving Grounds of the Mad Overlord. Le sorcier Werdna a pris possession d’une amulette en trahissant le roi Trebor et s’est réfugié au fond d’un dédale de dix étages remplis de dangers. 
Un groupe hétéroclite se forme autour du chevalier Shin, avec le clerc Alex, le ninja Hawkwind, le sorcier Jyuza, l'apprentis Alpa et l’elfe Sheila, et descend affronter le maléfique Werdna.

## Référence
- Ressources relatives à l'audiovisuel :   - IMDb
  - The Movie Database